# Naturschutzgebiet Plauer Stadtwald

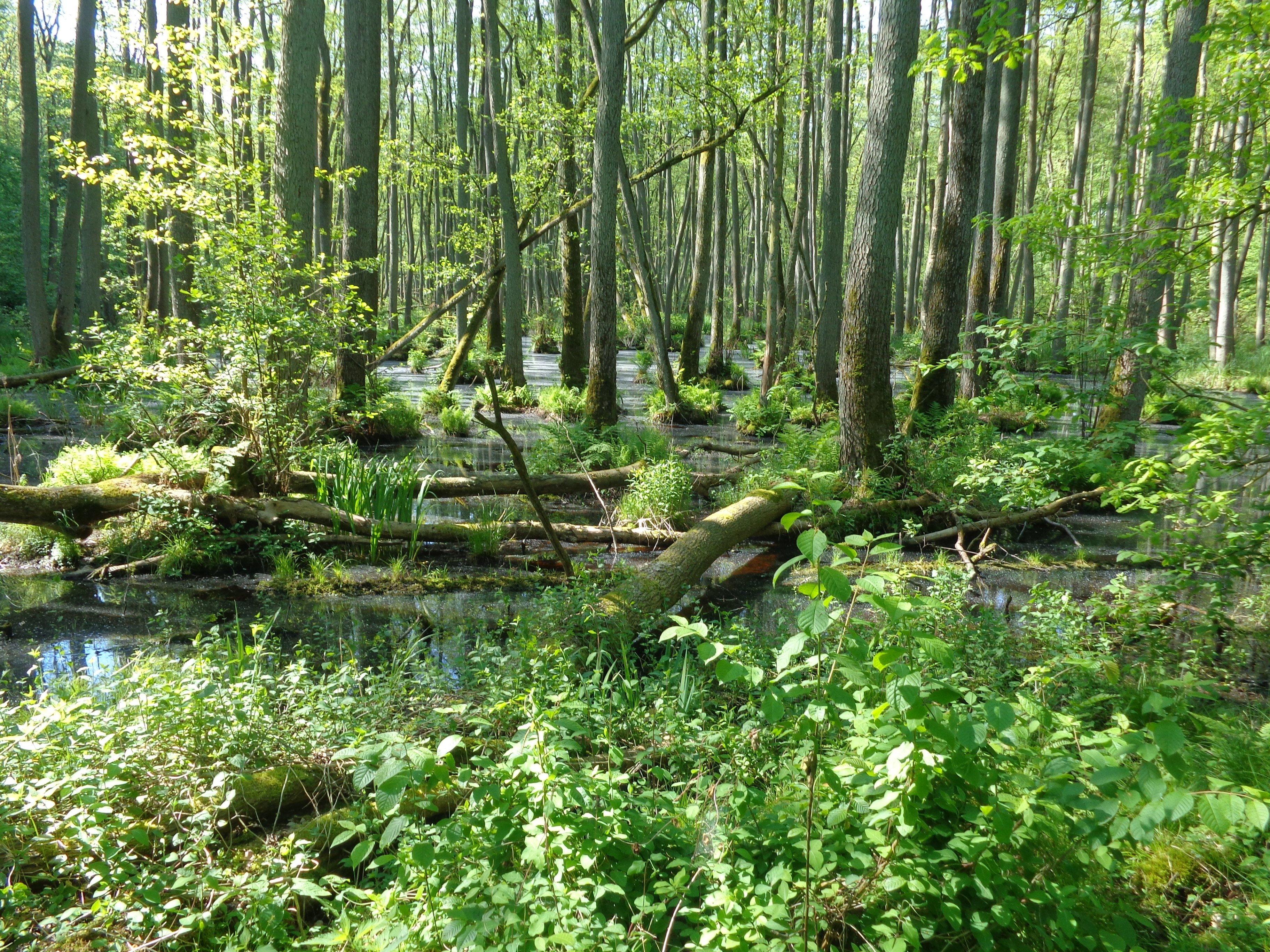
Bruchwald

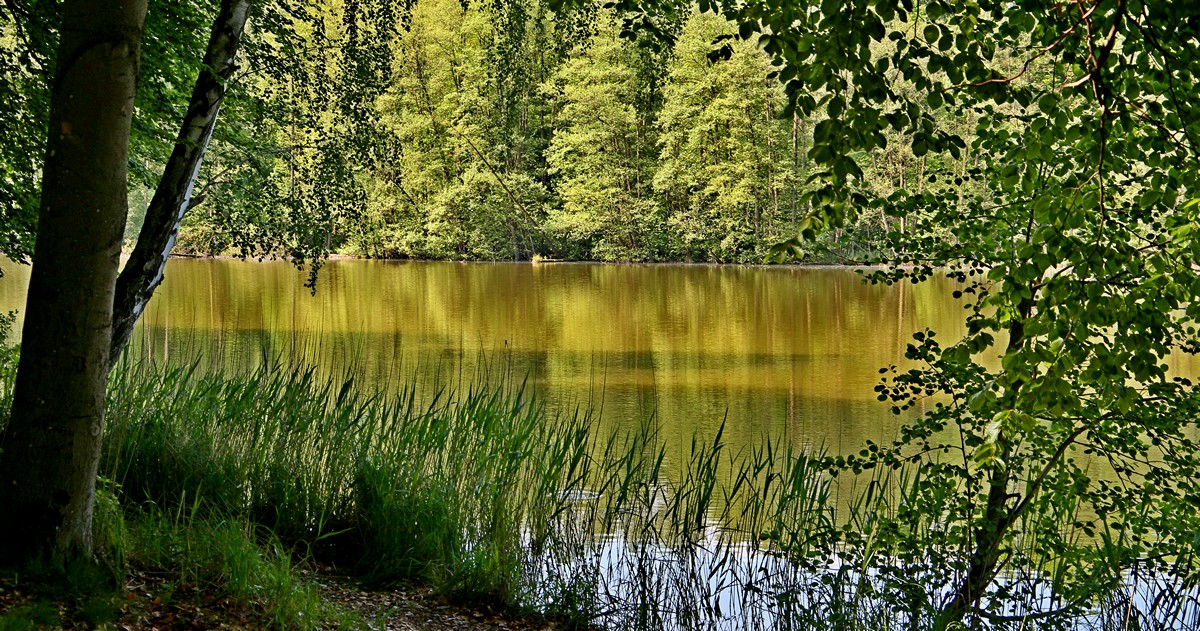
Burgsee

Das Naturschutzgebiet Plauer Stadtwald ist ein 315 Hektar großes Naturschutzgebiet in Südmecklenburg.

## Lage
Das Naturschutzgebiet befindet sich im Süden von Plau am See. Westliche Grenze ist die stillgelegte Bahnstrecke Güstrow–Meyenburg. Im Naturschutzgebiet liegen von Süd nach Nord der Lökengrund, der Burgsee, der Gaarzer See, der Ziegeleisee. Nördlich liegt die Ruine der ehemaligen Ziegelei. Die Bundesstraße 103 (B103) teilt das Schutzgebiet. Östlich der B103 liegt das Große Steinkamp. An der östlichen Grenze liegt das Wohngebiet Plötzenhöhe am Plauer See (Mecklenburg). Im Süden grenzt das Naturschutzgebiet an die 1990 aufgelöste Pelztierfarm Appelburg. Die Wiesen im Norden sind Privat- oder Landeseigentum.
Ausgewiesen wurde das Naturschutzgebiet am 16. Februar 1996. Der Gebietszustand wird als gut eingeschätzt; jedoch sind die Seen durch Nährstoffeinträge aus benachbarten landwirtschaftlichen Flächen belastet. Die Wiesen werden seit 1996 extensiv als Mähwiese bewirtschaftet. Die Buchenwälder, mit teils alten Bäumen, werden forstlich genutzt, während die Erlenbruchwälder nicht genutzt werden. Ein Betreten der Flächen ist auf mehreren Wegen möglich. Der Plauer Stadtwald ist ein Naherholungsgebiet. Ein Naturlehrpfad informiert über die Besonderheiten des Gebiets. Im Gebiet liegen vier kleine Seen (Ziegeleisee, Griepensee, Kuhlensee, Lebersee) und zwei größere Seen (Gaarzer See, Burgsee). Die „Spur der Zaubersteine“, der westliche Teil des 10 km langen Rundwanderweges, führt nach Appelburg. Dort kann man in einem Café einkehren.